# Фантазия 2000
«Фантазия 2000» (англ. Fantasia 2000) — тридцать восьмой полнометражный музыкальный мультфильм студии Walt Disney Feature Animation, снятый в 1999 году по системе IMAX, через 60 лет после мультфильма «Фантазия». В качестве конферансье выступили знаменитые киноактёры и телеведущие. Премия «Эмми» диснеевской «Фантазии 2000»: призы за «Лучшую анимацию», «Работу художника», «Анимационные эффекты».

## Композиции
- Людвиг ван Бетховен «Симфония № 5» (режиссёр и арт-директор Пиксот Хант, сюжет и визуальный девелопмент Келвин Ясуда, Фрэнсис Глебас, дизайн персонажей Тина Прайс, Рик Маки, виолинист Ицхак Перлман, аниматоры Уэйн Карлиси, Рол Гарсия)
- Отторино Респиги «Пинии Рима» (режиссёр Хендел Бутой, сюжет Джеймс Фудзии, Фрэнсис Глебас, оригинальный концепт Брэнда Чепман, Крис Сандерс, арт-директора Дэн Гордон, Билл Перкинс, аниматоры Линда Бел, Дэррин Баттс, Дарко Сезар, Александр Дорогов, Сергей Кушнеров, Андреа Лош, Тереза Мартин, Бранко Миханович, Билл Рецинос, Уильям Р. Райт)
- Джордж Гершвин «Рапсодия в голубом» (дирижёр Брюс Бротон, пианино Ральф Грирсон, режиссёр и сюжет Эрик Голдберг, визуальный девелопмент Ганс Бачер, Гай Дил, Кэролин К. Ху, дизайн персонажей Сергей Кушнеров, Гари Дж. Перковац, Ник Раньери, арт-директор Сьюзан МакКинси Голдберг, художественный консультант Эл Хиршфилд, художественный координатор Дэн Хансен, ассистент художественного координатор Дэвид Блюм, сопродюсер Патрисия Хикс, макет Разул Азадани, фон Натали Франсони-Карп, визуальные эффекты Моро Маресса, очистка Вера Джулиано, Вера Пачеко, продакшн-менеджер Лони Бекнер Блэк, аниматоры Тим Аллен, Джаред Бекстранд, Джерри Ю Чинг, Роберт Эспанто Доминго, Даг Фрэнкель, Дэвид Хэнкок, Берт Клин, Джейми Олифф, Майкл Шоу, Чад Стюарт, Андреас Виссел-Терхорн, Энтони Хо Вонг, Фил Янг, Джеймс Бэйкер, Нэнси Биман, Андреас Дежа, Брайан Фергюсон, Том Гэтли, Джин Ким, Джо О, Марк Пудлинер, Марк Смит, Майкл Стокер, Тереса Уайсман, Эллен Вудбери, подмастерье Даг Уолкер, Антонио Наварро, Джефф Пурв, ключевые ассистенты Марк Э. Кернер, Триши Ковни-Рис, ассистенты Дониван У. Говард, Кевин Уоллес, Чунг Суп Юн, блюскетч Билл Дэвис, подмастерье Грег Миллер, Томас Вудингтон, ассистент Джон Пимпино, чек анимации Барбара Уайлс, процесс 2D анимации Карен Комелла, рисование/финальный чек Гортензия М. Касагран, композитинг Джеймс Расселл, ассистент главного по эффектам Мэрлон Вест, аниматоры эффектов Колберт Феннелли, Дорс Э. Лэнфер, Дэвид «Джоуи» Милденбергер, Майкл Джонс, Дэн Лунд, брэкдаун Николь Э. Замора, Джей Бейкер, Мелисса Ванг, посредник Филипп Пигнотти)
- Дмитрий Шостакович «Концерт для фортепиано с оркестром номер 2, Allegro, Opus 102» (пианино Ефим Бронман, сюжет Джим Капобьянко, Рой Мурин, режиссёр Хендел Бутой, арт-директор Майкл Хамприс, хореография балета Кендра МакКул, по сказке «Стойкий оловянный солдатик», аниматоры Тим Аллен, Имонн Батлер, Сандро Клюзо, Рон Хасбэнд, Джин Ким, Рой Мурин, Нил Ричмонд, Генри Сато, Даг Беннетт, Дэррин Баттс, Кэтрин Клэй Хантер, Стивен Клэй Хантер, Марк Кауслер, Дэйв Кун, Грегори Г. Миллер, Джейсон Райан)
- Камиль Сен-Санс «Карнавал животных», финал (режиссёр, аниматор и сюжет Эрик Голдберг, визуальный девелопмент Уильям Х. Фрэйк 3-й, Дарек Гоголь, дизайн персонажей Джефф Раньо, Питер Кларк, арт-директор Сьюзан МакКинси Голдберг, оригинальный концепт-сториборд Джо Грант, Вэнс Джерри, Дэвид Катлер, водные колористы Джилл Петрилак, Мэри Джо Айерс, Эмили Джулиано, Кристина Стокс, Фара Роуз, Дженнифер Филиппс)
- Эдуард Элгар «Торжественные и церемониальные марши № 1—4» (режиссёр Фрэнсис Глебас, сюжет Роберт Гиббс, Тодд Куросава, Дон Дахерти, Терри Нотон, Патрик А. Вентура, Стиви Вермерс-Скелтон, арт-директор Дэн Купер, хор — симфонический оркестр Чикаго, сопрано Кэтрин Баттл, аниматоры Даг Беннетт, Тим Джордж, Марк Кауслер, Джин Ким, Рой Мурин, Грегори Г. Миллер)
- Игорь Стравинский Сюита из балета «Жар-птица» (режиссёры, дизайн и сюжет братья Брицци, визуальный девелопмент Келвин Ясуда, арт-директор Карл Джонс, главные аниматоры Энтони ДеРоса, Рон Хасбэнд, Джон Померой, аниматоры Тим Аллен, Сандро Клюзо, Дэвид Хэнкок, Джин Ким, Грегори Г. Миллер, Джо О, Дэвид Жабоски)

## Создатели
- Продюсеры и исполнительные продюсеры Рой Эдвард Дисней, Дональд Эрнст, Патрисия Хикс
- Режиссёры, сценаристы и художники-постановщики Пиксот Хант, Хендел Бутой, Эрик Голдберг, Фрэнсис Глебас, братья Брицци, Ирен Меччи, Дэвид Рэйнольдс, Эрик Голдберг, Майкл и Патрисия Перраса
- Чикагский симфонический оркестр, дирижёр Джеймс Левин
- Исполнительный продюсер музыки Питер Гелб
- Продюсер перезаписей Джэй Дэвид Сакс
- Редакторы Джессика Амбиндер-Рохас, Лоис Фриман-Фокс

### Макет
- Подмастерье Мак Джордж, Джеймс Бихолд, Дэниэл Ху, Кевин Нельсон, Аллен С. Тэм, Скотт Кэпл, Джефф Бизли, Кевин Р. Адамс, Карен Келлер
- Ключевые ассистенты Ганг Пенг, Майкл Бонд О’Мара, Ёнг-Хонг Жонг,
- Ассистенты Шон Колбек, Цинтия Игнасио, Дэвид Крэнц, Скотт Уехара, Майкл Трэйси, Майкл Бэгли, блюскетч Мэдлин Засмер О’Нил, Моника Альбрахт Маррокин, Цинди Ларри Химбух, Ноэль С. Джонсон
- Ассистенты анимации Майк Диса, Клэй Кэйтис, Оливер Томас, Чадд Ферон, Питер Лепениотис, Алекс Тусовски, Крис Хуртт, Марк Митчелл
- Грубые посредники Кейси Коффи, Беньямин Гонзалес, Боб Персичетти, Ларри Ф. Флорс, Крис Сонненбург, Венди Линн Фишер, Грант Хистэнд, Кевин М. Смит, Крис Хаббард, Алики Теофилопулос, Нил Стэнли Голдстейн, Джо Матео, Уэс Салливан, Джордж Бенавидес, Эдмунд Габриэль

### Фон
- Подмастерье Барри Аткинсон, Мигель Гил, Дэн Рид, Дэн Купер, Эллисон Бевю-Пролс, Карл Джонс, Марьянн Томас, Келвин Ясуда, Манникс Беннетт, Майк Курински, Кристофер Ваче

### Супервайзеры КЭПС
- Сцены Эннмэри Коста
- Чек анимации Карен Соммервилл, Джанет Брюс
- Процесс 2D анимации Гарет П. Фишбо
- Модели цвета Энн Мэри Соренсон
- Рисование/финальный чек Кармен Регина Алварез
- Композитинг Шэннон Фоллис-Кейн
- Цифровая печать Кристофер Джи
- Технический координатор Энн Таккер

### Визуальные эффекты
- Ассистенты главного по департаменту Стив Мур
- Аниматоры эффектов Джон Армстронг, Том Хаш, Джоан Дойл, Брис Малльер, Брюс Хеллер, Гордон Бэйкер, Джеймм Госс, Мадока Ясуе, Джефф Говард, Грэхам Бэббингтон, Пол Льюис, Сари Геннис, аниматоры 3D эффектов Майк Кашалк, Эми Слэйт, Роберта Киркпатрик, Тоня Рэмси
- Художник эффектов краскопульта Джон Емерсон
- Ассистент краскопульта Дэвид Дж. Зевицки
- Ключевые ассистенты аниматоров Ти Эллиотт, Рэй Хофстедт, Джеффри С. Эвертс, Питер Фрэнсис Пепе, Элизабет Холмс, Шон Эпплгейт, Анджела Анастасия Диамос, Мэйбл Гиснер, Стив Старр, Джозеф Кристофер Пепе, Джон Таккер
- Ассистенты аниматоров Кимберли Барк, Дэвид М. Кенич, Лиза Э. Рейнерт, Джон Хьюи, Том Поуп, Ван Ширваниян, брэкдаун Вирджилио Джон Аквино, Стив Филатро, Джеффри Лоренс ван Тил, Эдуардо Бриено, Джон О’Хэйли, Дэннис Спайсер
- Посредники Кевин Сируа, Карл Канга, Эрнесто Бриено, Джон Фарноли
- Ассистент технического директора Памела Дж. Чой
- Ввод данных Ямал М. Дэвис, Гэри Стабблфилд

### CGI
- Цифровые продакшн-менеджеры Тони Пэйс Карстенсен, Инко Гото, Даг Николс
- Свет Мишель Ли Робинсон, Юрико Сену, ТД Роберт Розенблюм, Тэл Ланкастер, Марк Холл, Джеймс Д. Хьюстон, Стэнли Б. Липпман, Чиара Перин-Колаякомо, Фрэнсин Рокау, Майкл Такаяма, Кэролин Читон-Вэгли, Мэри Энн Пигора, Л. Клифф Бретт, Питер Паломби, Джеймс Хершафт, Даррен Д. Кинер, Андреа Лош, Тина Прайс, Серги Сагас-Рика, Тимми Томпкинс, Дарлен Э. Гадрика, Умакант Тумруготи, Нил Эскури, Крэйг Л. Хоффман, Кристина С. Лау, Мира Николиц, Рут Рамос, Кевин Пол Шиди, Джеймс Р. Тули, Хэзер Притчетт, моделеры Кевин Гигер, Брайан Весли Грин, Пол Джиакоппо, Дэйв Муллинс
- Сетап сцен Леланд Дж. Хеплер
- Ассистент администратора сетапа сцен Тина Ли
- Администратор рендера И/О Джеймс Колби Бетт
- Очистка: главные ключевые Мэрри Канавьер Клинген, Стив Лабин, ключевые Винсент Сиракусано, Скотт Андерсон, Кэтлин М. Бэйли, Серж Буссон, Инна Чон, Ксавье Эспиноса Бануэлос, Эдвард Гутиеррез

### Конферансье
Кастинг Рут Ламберт, Мэри Хидальго
- Стив Мартин, Ицхак Перлман, Куинси Джонс, Бетт Мидлер, Джеймс Эрл Джонс, Пенн и Теллер, Анджела Лэнсбери, Димс Тэйлор (архивный футаж)

#### Озвучка
- Микки — Уэйн Оллвин (главный аниматор Андреас Дежа)
- Дональд — Тони Ансельмо (главный аниматор Тим Аллен)
- Минни — Расси Тэйлор

#### Сцены
- Режиссёры и сценаристы Дон Хан, Ирен Меччи, Дэвид Рейнольдс
- Арт-директор Пиксот Хант
- Сюжет Кирк Хансон
- Супервайзер визуальных эффектов Ричард Голландер
- Цифровой супервайзер Эрик Хансон